# Kosewo (województwo wielkopolskie)
Kosewo – wieś w Polsce położona w województwie wielkopolskim, w powiecie słupeckim, w gminie Ostrowite, nad jeziorem Powidzkim i jeziorem Kosewskim. Wieś wchodzi w skład Powidzkiego Parku Krajobrazowego oraz częściowo obszaru Natura 2000. Kosewo, ze względu na swe położenie nad brzegiem Jeziora Powidzkiego, jest popularnym ośrodkiem wczasowym dla plażowiczów, żeglarzy oraz miłośników nurkowania.

## Historia
W dziejach miejscowości funkcjonowały trzy nazwy: Kossewo, Kosiewo oraz stosowana do dziś – Kosewo. Miejscowość znana przynajmniej od 1364 r.. Wieś duchowna Kosowo, własność biskupstwa poznańskiego, pod koniec XVI wieku leżała w powiecie pyzdrskim województwa kaliskiego. W XIX w. na terenie funkcjonującego folwarku wybudowano pięć budynków mieszkalnych. Jego obszar zajmował około 382 ha: z czego około 195 ha było przeznaczonych pod uprawę, łąki zajmowały około 17 ha, pastwiska około 28 ha, a lasy około 135 ha. W folwarku znajdowały się trzy murowane budynki oraz dziewięć wykonanych z drewna. Rolnicy stosowali płodozmian dziewięciopolowy. W 1874 r. folwark oddzielono od dóbr Kochów. Pod koniec XIX w. we wsi znajdowało się osiem domów. Ponadto istniał również posterunek straży pogranicznej.
W latach 1975–1998 miejscowość administracyjnie należała do województwa konińskiego.

## Zabytki
We wsi znajduje się zespół pałacowo-parkowy z drugiej połowy XIX w. Pałac przebudowany w XX w. Powierzchnia parku zajmuje 8,83 ha. Wśród byłych właścicieli jest m.in. rodzina Koteckich.

## Flora
W kosewskim parku rosną dwa dęby szypułkowe o obwodzie około 540 cm i 590 cm (wysokość 20 m i 22 m), które zostały uznane za pomniki przyrody. Ponadto można tu spotkać również wiele klonów polnych o obwodzie przekraczających 200 cm (najokazalszy 283 cm). W parku znajduje się 16 gatunków drzew.

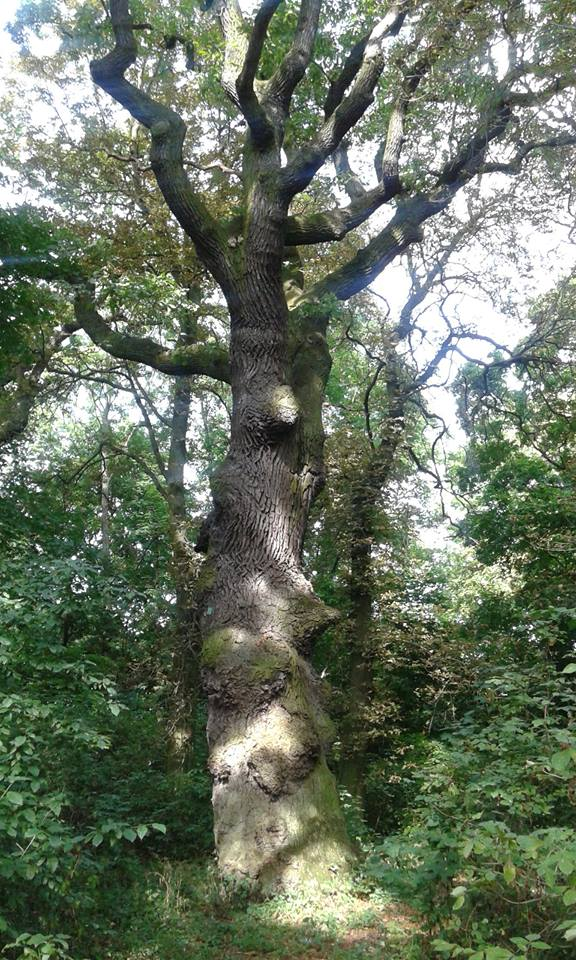
Pomnik przyrody – dąb szypułkowy

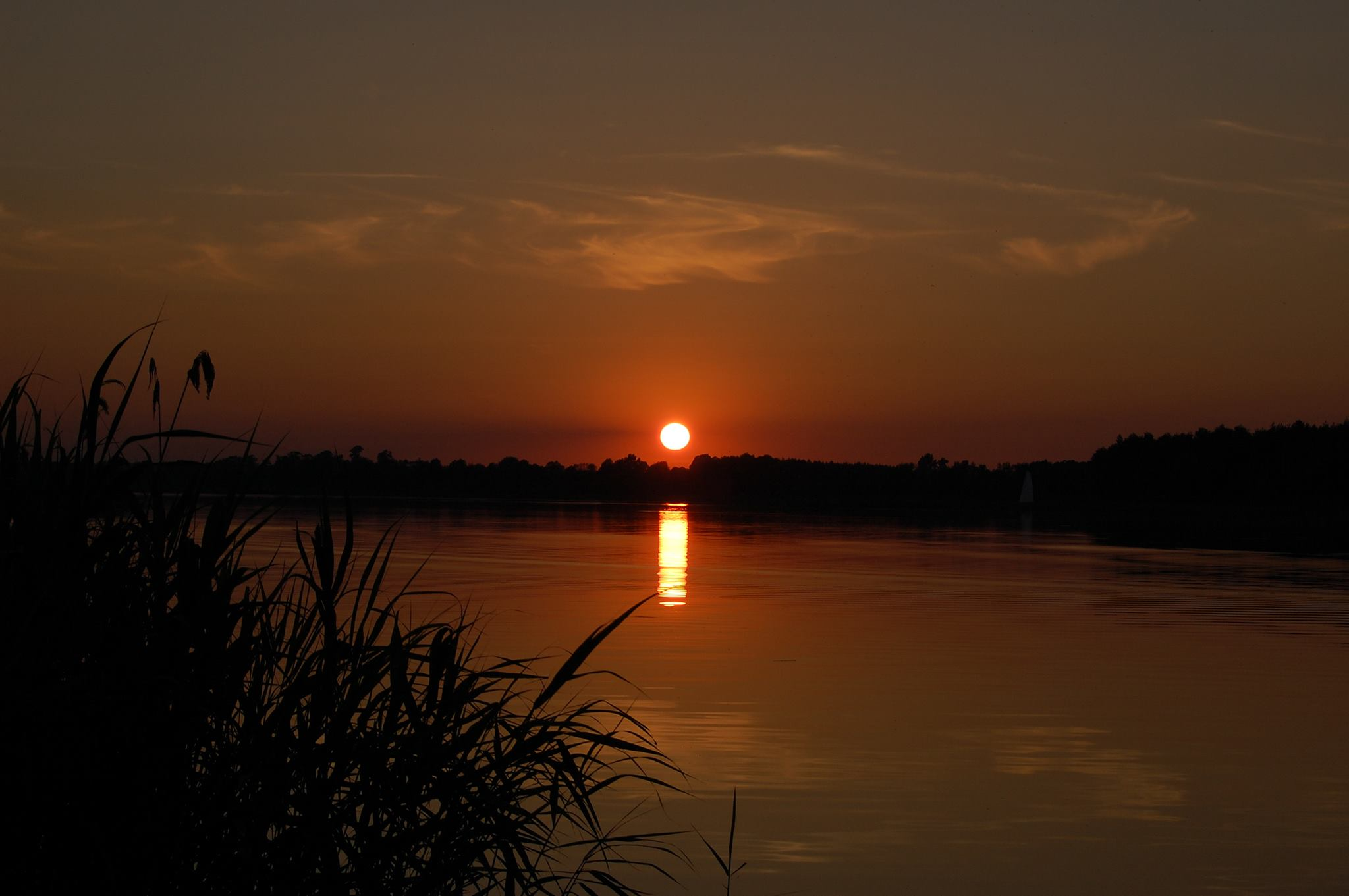
Jezioro Powidzkie – Kosewo

## Fauna
Miejsce lęgowe: sierpówki, kosa, pliszki siwej, sikory bogatki, szpaka, zięby, wróbla, dzwońca i trznadla.
W wodach jeziora Powidzkiego występują następujące gatunki ryb: sielawa, sieja, szczupak, lin, kiełb, karp, karaś, leszcz, krąp, jelec, kleń, słonecznica, ukleja, płoć, wzdręga, piskorz, sum, węgorz, miętus, ciernik, okoń, sandacz, jazgarz.

## Sport
W Kosewie co roku odbywają się Regaty „Na Powitanie Wakacji” o Puchar Starosty Słupeckiego z cyklu Pucharu Polski Jachtów Kabinowych na Jeziorze Powidzkim.